# Quesac (Cantal)
Quézac és un municipi francès situat al departament de Cantal i a la regió d'Alvèrnia-Roine-Alps. L'any 2007 tenia 333 habitants.

## Demografia

### Població
El 2007 la població de fet de Quézac era de 333 persones. Hi havia 128 famílies de les quals 32 eren unipersonals (16 homes vivint sols i 16 dones vivint soles), 48 parelles sense fills, 44 parelles amb fills i 4 famílies monoparentals amb fills.
La població ha evolucionat segons el següent gràfic:
Habitants censats

### Habitatges
El 2007 hi havia 163 habitatges, 129 eren l'habitatge principal de la família, 29 eren segones residències i 5 estaven desocupats. 152 eren cases i 9 eren apartaments. Dels 129 habitatges principals, 103 estaven ocupats pels seus propietaris, 16 estaven llogats i ocupats pels llogaters i 10 estaven cedits a títol gratuït; 1 tenia una cambra, 1 en tenia dues, 27 en tenien tres, 51 en tenien quatre i 49 en tenien cinc o més. 98 habitatges disposaven pel capbaix d'una plaça de pàrquing. A 65 habitatges hi havia un automòbil i a 51 n'hi havia dos o més.

### Piràmide de població
La piràmide de població per edats i sexe el 2009 era:
| Homes | Edats   | Dones |
| ----- | ------- | ----- |
| 0     | 95 o +  | 4     |
| 0     | 90 a 94 | 0     |
| 0     | 85 a 89 | 4     |
| 0     | 80 a 84 | 8     |
| 12    | 75 a 79 | 8     |
| 12    | 70 a 74 | 12    |
| 8     | 65 a 69 | 16    |
| 8     | 60 a 64 | 8     |
| 8     | 55 a 59 | 4     |
| 16    | 50 a 54 | 12    |
| 4     | 45 a 49 | 4     |
| 16    | 40 a 44 | 16    |
| 20    | 35 a 39 | 12    |
| 4     | 30 a 34 | 4     |
| 4     | 25 a 29 | 8     |
| 12    | 20 a 24 | 8     |
| 12    | 15 a 19 | 12    |
| 8     | 10 a 14 | 20    |
| 4     | 5 a 9   | 4     |
| 4     | 0 a 4   | 0     |

## Economia
El 2007 la població en edat de treballar era de 189 persones, 144 eren actives i 45 eren inactives. De les 144 persones actives 141 estaven ocupades (75 homes i 66 dones) i 3 estaven aturades (1 home i 2 dones). De les 45 persones inactives 18 estaven jubilades, 17 estaven estudiant i 10 estaven classificades com a «altres inactius».

### Ingressos
El 2009 a Quézac hi havia 131 unitats fiscals que integraven 324 persones, la mediana anual d'ingressos fiscals per persona era de 13.590,5 €.

### Activitats econòmiques
Dels 8 establiments que hi havia el 2007, 1 era d'una empresa alimentària, 1 d'una empresa de construcció, 2 d'empreses de comerç i reparació d'automòbils, 3 d'empreses d'hostatgeria i restauració i 1 d'una empresa de serveis.
Dels 4 establiments de servei als particulars que hi havia el 2009, 1 era un paleta i 3 restaurants.
L'únic establiment comercial que hi havia el 2009 era una fleca.
L'any 2000 a Quézac hi havia 34 explotacions agrícoles que ocupaven un total de 1.426 hectàrees.

## Equipaments sanitaris i escolars
El 2009 hi havia una escola elemental.

## Poblacions més properes
El següent diagrama mostra les poblacions més properes.